# 2. Basketball-Bundesliga 1992/93
Die Saison 1991/1992 war die achtzehnte Saison der 2. Basketball-Bundesliga.

## Modus
Nach der Integration des DDR-Spielbetriebs wurde wieder mit zwei Staffeln mit je zwölf Mannschaften gespielt. Nach einer Einfachrunde spielten die ersten sechs Mannschaften eine Aufstiegsrunde, deren Meister in die Basketball-Bundesliga aufstieg. Die anderen Mannschaften spielten in einer Abstiegsrunde die Absteiger aus. Da die Regionalligen Südwest und Mitte zusammengelegt wurden, gab es wie in der Nordstaffel auch in der Südstaffel nur noch zwei reguläre Absteiger.

## Teilnehmende Mannschaften

### Gruppe Nord
- BG Bonn

Zur neuen Saison wird aus den Basketball-Abteilungen des Godesberger TV und des SC Fortuna Bonn der neue Verein BG Bonn gegründet.
- TuS Herten
- MTV Wolfenbüttel
- Oldenburger TB
- BOVA Paderborn Baskets

Zusatz Sponsorenname
- Aplerbecker SC 09
- ART Düsseldorf
- TK Hannover
- SG AdW/BT Berlin

Spielgemeinschaft aus BSV AdW Berlin und Berliner Turnerschaft
- BG 74 Göttingen

Aufsteiger aus den Regionalligen Nord und West
- Osnabrücker BV
- TuS Iserlohn

### Gruppe Süd
- Steiner Bayreuth

Absteiger aus der Basketball-Bundesliga
- TV Langen

Absteiger aus der Basketball-Bundesliga
- FC Bayern München
- Lotus München
- BG MAXX Offenbach/Neu-Isenburg

Spielgemeinschaft aus EOSC Offenbach und BC Neu-Isenburg
- 1. FC Baunach
- DJK Würzburg
- Post SV Karlsruhe
- SV Oberelchingen
- TSV Speyer

Aufsteiger aus den Regionalligen Südost und Südwest
- TSV Breitengüßbach
- TV Lich

## Saisonverlauf

### Abschlusstabellen Hauptrunde
Nord
| Platz | Team                   | Gesamt    | Gesamt |
| ----- | ---------------------- | --------- | ------ |
| 1.    | TK Hannover            | 2154:1945 | 36:8   |
| 2.    | BOVA Paderborn Baskets | 2002:1721 | 34:10  |
| 3.    | MTV Wolfenbüttel       | 2051:1877 | 32:12  |
| 4.    | BG 74 Göttingen        | 2169:2033 | 28:16  |
| 5.    | TuS Herten             | 1972:1913 | 26:18  |
| 6.    | Oldenburger TB         | 2128:1993 | 26:18  |
| 7.    | BG Bonn                | 2064:2131 | 20:24  |
| 8.    | Osnabrücker BV (N)     | 1968:1941 | 18:26  |
| 9.    | TuS Iserlohn (N)       | 1810:1922 | 16:28  |
| 10.   | ART Düsseldorf         | 1864:2019 | 16:28  |
| 11.   | Aplerbecker SC 09      | 1901:2218 | 8:36   |
| 12.   | SG AdW/BT Berlin       | 1661:2031 | 4:40   |

Süd
| Platz | Team                           | Gesamt    | Gesamt |
| ----- | ------------------------------ | --------- | ------ |
| 1.    | Steiner Bayreuth (A)           | 2009:1700 | 38:6   |
| 2.    | 1. FC Baunach                  | 1777:1644 | 36:8   |
| 3.    | SV Oberelchingen               | 1927:1784 | 30:14  |
| 4.    | TV Langen (A)                  | 1936:1876 | 30:14  |
| 5.    | TSV Speyer                     | 1851:1854 | 24:20  |
| 6.    | TV Lich (N)                    | 1777:1774 | 22:22  |
| 7.    | Lotus München                  | 1949:2048 | 22:22  |
| 8.    | DJK Würzburg                   | 1661:1747 | 16:28  |
| 9.    | BG MAXX Offenbach/Neu-Isenburg | 1915:1999 | 14:30  |
| 10.   | TSV Breitengüßbach (N)         | 1718:1853 | 14:30  |
| 11.   | Post-SV Karlsruhe              | 1715:1831 | 10:34  |
| 12.   | FC Bayern München              | 1676:1801 | 8:36   |

### Aufstiegsrunden
Nord
| Platz | Team                   | Gesamt *  | Gesamt * |
| ----- | ---------------------- | --------- | -------- |
| 1.    | TK Hannover            | 3134:2811 | 52:12    |
| 2.    | BOVA Paderborn Baskets | 2875:2536 | 50:14    |
| 3.    | MTV Wolfenbüttel       | 2955:2797 | 38:26    |
| 4.    | Oldenburger TB         | 3066:2971 | 36:28    |
| 5.    | TuS Herten             | 2888:2884 | 34:30    |
| 6.    | BG 74 Göttingen        | 3094:3019 | 32:32    |

Süd
| Platz | Team                 | Gesamt*   | Gesamt* |
| ----- | -------------------- | --------- | ------- |
| 1.    | Steiner Bayreuth (A) | 2931:2465 | 56:8    |
| 2.    | 1. FC Baunach        | 2632:2425 | 48:16   |
| 3.    | SV Oberelchingen     | 2806:2667 | 42:22   |
| 4.    | TV Langen (A)        | 2823:2757 | 38:26   |
| 5.    | TV Lich (N)          | 2486:2596 | 28:36   |
| 6.    | TSV Speyer           | 2654:2777 | 28:36   |

 * Es wurden alle Ergebnisse der Hauptrunde in die Aufstiegsrunde mitgenommen.

### Abstiegsrunden
Nord
| Platz | Team               | Gesamt *  | Gesamt * |
| ----- | ------------------ | --------- | -------- |
| 1.    | Osnabrücker BV (N) | 2914:2772 | 34:30    |
| 2.    | BG Bonn            | 3037:3008 | 34:30    |
| 3.    | TuS Iserlohn (N)   | 2603:2716 | 28:36    |
| 4.    | ART Düsseldorf     | 2670:2822 | 24:40    |
| 5.    | SG AdW/BT Berlin   | 2460:2876 | 12:52    |
| 6.    | Aplerbecker SC 09  | 2670:3154 | 10:54    |

Süd
| Platz | Team                           | Gesamt *  | Gesamt * |
| ----- | ------------------------------ | --------- | -------- |
| 1.    | DJK Würzburg                   | 2533:2512 | 32:32    |
| 2.    | Lotus München                  | 2848:2942 | 30:34    |
| 3.    | TSV Breitengüßbach (N)         | 2564:2692 | 26:38    |
| 4.    | BG MAXX Offenbach/Neu-Isenburg | 2746:2914 | 22:42    |
| 5.    | FC Bayern München              | 2507:2635 | 18:46    |
| 6.    | Post-SV Karlsruhe              | 2555:2703 | 16:48    |

 * Es wurden alle Ergebnisse der Hauptrunde in die Abstiegsrunde mitgenommen.